# Tomáš Knotek
Tomáš Knotek (* 13. ledna 1990 Kladno) je český lední hokejista hrající na postu levého křídla či středního útočníka a bývalý mládežnický reprezentant, který od roku 2021 nastupoval za český klub HC Slavia Praha, z něhož 8. ledna 2025 přestoupil do Stadionu Litoměřice. Mimo Česko působil na klubové úrovni v Kanadě.

## Hráčská kariéra
Svoji hokejovou kariéru začal v celku HC Velvana Kladno, kde působil od žáků až do juniorky. Před sezonou 2007/08 zamířil do zámoří, kde hrál v juniorské QMJHL za kanadský tým Halifax Mooseheads. V roce 2010 měl původně namířeno do finského mužstva Hämeenlinnan Pallokerho, ale nakonec se v srpnu vrátil na Kladno a podepsal zde roční kontrakt. V klubu nastupoval za juniory i "áčko " v nejvyšší soutěži a zároveň formou střídavých startů pomáhal prvoligovým týmům HC Berounští Medvědi a IHC KOMTERM Písek. Před ročníkem 2012/13 se dohodl na smlouvě s českobudějovickým mužstvem HC Mountfield.

### Mountfield HK
V roce 2013 zamířil do nově vzniklého extraligového klubu Mountfield HK z Hradce Králové, kam se tehdy přesunul celý českobudějovický tým. Krátce po přesunu si s mužstvem zahrál na turnaji European Trophy v severní divizi, kde Hradec skončil v konfrontaci s kluby Luleå HF (Švédsko), EC Red Bull Salzburg (Rakousko), HC Škoda Plzeň, HC Kometa Brno, Kärpät Oulu (Finsko), Hamburg Freezers a Eisbären Berlín (oba Německo) na osmém nepostupovém místě. V dubnu 2016 dostal od vedení královéhradeckého týmu svolení hledat si nové angažmá, ale následující měsíc byl opět zařazen do kádru. Na konci roku 2016 se s mužstvem Hradce Králové představil na přestižním Spenglerově poháru, kde byl klub nalosován do Torrianiho skupiny společně s celky HC Lugano (Švýcarsko) a Avtomobilist Jekatěrinburg (Rusko) a skončil v základní skupině na druhém místě. Ve čtvrtfinále poté vypadl po prohře 1:5 nad evropským výběrem Kanady. V sezoně 2016/17 s týmem poprvé v jeho historii postoupil v nejvyšší soutěži do semifinále play-off, kde bylo mužstvo vyraženo pozdějším mistrem – Kometou Brno v poměru 2:4 na zápasy, ale Knotek společně se spoluhráči a trénery získal bronzovou medaili.

### BK Mladá Boleslav
V květnu 2017 změnil po čtyřech ročních působiště a zamířil jako volný hráč do klubu BK Mladá Boleslav.

### HC Slavia Praha
V létě roku 2021 se po působení ve francouzském Nice vrátil do České republiky, do pražské Slavie. Působil v ní až do 8. ledna 2025, kdy výměnou za Riku Sihvonena přestoupil do Stadionu Litoměřice.

## Ocenění a úspěchy
- 2006 ČHL-18 - Nejlepší nahrávač
- 2006 ČHL-18 - Nejvíce vstřelených vítězných branek
- 2006 ČHL-18 - Nejlepší střelec
- 2006 ČHL-18 - Nejproduktivnější hráč
- 2008 QMJHL - All-Rookie Tým

## Prvenství
- Debut v ČHL - 17. září 2010 (HC Vagnerplast Kladno proti BK Mladá Boleslav)
- První asistence v ČHL - 19. září 2010 (HC Sparta Praha proti HC Vagnerplast Kladno)
- První gól v ČHL - 26. listopadu 2010 (HC Eaton Pardubice proti HC Vagnerplast Kladno, brankáři Adamu Svobodovi)
- První hattrick v ČHL - 17. února 2017 (Mountfield HK proti HC Škoda Plzeň)

## Klubové statistiky
| Sezóna       | Klub                    | Soutěž       |     | Základní část | Základní část | Základní část | Základní část | Základní část |   | Play off | Play off | Play off | Play off | Play off |
| Sezóna       | Klub                    | Soutěž       | Z   | G             | A             | B             | TM            | Z             | G | A        | B        | TM       |          |          |
| 2007-08      | Halifax Mooseheads      | QMJHL        | 69  | 22            | 44            | 66            | 18            | —             | — | —        | —        | —        |          |          |
| 2008-09      | Halifax Mooseheads      | QMJHL        | 52  | 20            | 29            | 49            | 18            | —             | — | —        | —        | —        |          |          |
| 2009-10      | Halifax Mooseheads      | QMJHL        | 61  | 28            | 30            | 58            | 42            | —             | — | —        | —        | —        |          |          |
| 2010-11      | HC Vagnerplast Kladno   | ČHL          | 28  | 2             | 4             | 6             | 8             | —             | — | —        | —        | —        |          |          |
| 2010-11      | HC Berounští Medvědi    | 1.ČHL        | 5   | 0             | 2             | 2             | 0             | —             | — | —        | —        | —        |          |          |
| 2011-12      | Rytíři Kladno           | ČHL          | 47  | 6             | 7             | 13            | 10            | 1             | 0 | 0        | 0        | 0        |          |          |
| 2011-12      | IHC KOMTERM Písek       | 1.ČHL        | 6   | 1             | 1             | 2             | 2             | —             | — | —        | —        | —        |          |          |
| 2012-13      | HC Mountfield           | ČHL          | 51  | 6             | 9             | 15            | 6             | 5             | 1 | 1        | 2        | 6        |          |          |
| 2013-14      | Mountfield HK           | ČHL          | 47  | 5             | 9             | 14            | 10            | 6             | 1 | 1        | 2        | 12       |          |          |
| 2014-15      | Mountfield HK           | ČHL          | 39  | 9             | 12            | 21            | 8             | 4             | 0 | 1        | 1        | 0        |          |          |
| 2015-16      | Mountfield HK           | ČHL          | 49  | 5             | 10            | 15            | 18            | —             | — | —        | —        | —        |          |          |
| 2016-17      | Mountfield HK           | ČHL          | 52  | 14            | 7             | 21            | 8             | 11            | 5 | 4        | 9        | 6        |          |          |
| 2017-18      | BK Mladá Boleslav       | ČHL          | 25  | 6             | 3             | 9             | 2             | —             | — | —        | —        | —        |          |          |
| 2018-19      | BK Mladá Boleslav       | ČHL          | 46  | 10            | 7             | 17            | 14            | —             | — | —        | —        | —        |          |          |
| 2019-20      | HC Energie Karlovy Vary | ČHL          | 18  | 0             | 1             | 1             | 4             | —             | — | —        | —        | —        |          |          |
| 2019-20      | HC Dynamo Pardubice     | ČHL          | 7   | 0             | 0             | 0             | 0             | —             | — | —        | —        | —        |          |          |
| 2019-20      | Eispiraten Crimmitschau | DEL2         | 8   | 2             | 1             | 3             | 2             | —             | — | —        | —        | —        |          |          |
| 2019-20      | Blue Devils Weiden      | 3.Něm.       | 12  | 9             | 8             | 17            | 8             | —             | — | —        | —        | —        |          |          |
| 2020-21      | Nice                    | LM           | 26  | 7             | 11            | 18            | 32            | —             | — | —        | —        | —        |          |          |
| 2021-22      | HC Slavia Praha         | 1.ČHL        | 43  | 19            | 26            | 45            | 26            | 8             | 2 | 5        | 7        | 4        |          |          |
| 2021-22      | BK Mladá Boleslav       | ČHL          | 1   | 0             | 0             | 0             | 0             | 9             | 0 | 0        | 0        | 0        |          |          |
| 2022-23      | HC Slavia Praha         | 1.ČHL        | 32  | 11            | 16            | 27            | 4             | —             | — | —        | —        | —        |          |          |
| 2023-24      | HC Slavia Praha         | 1.ČHL        | 48  | 14            | 23            | 37            | 14            | 2             | 1 | 0        | 1        | 27       |          |          |
| Celkem v ČHL | Celkem v ČHL            | Celkem v ČHL | 410 | 63            | 69            | 132           | 88            | 36            | 7 | 7        | 14       | 24       |          |          |

## Reprezentace
| Rok                       | Tým                       | Soutěž                    | Z  | G | A | B  | TM |
| ------------------------- | ------------------------- | ------------------------- | -- | - | - | -- | -- |
| 2007                      | Česko 18                  | MS-18                     | 6  | 1 | 0 | 1  | 0  |
| 2009                      | Česko 20                  | MSJ                       | 6  | 3 | 2 | 5  | 0  |
| 2010                      | Česko 20                  | MSJ                       | 6  | 4 | 5 | 9  | 2  |
| Juniorská kariéra celkově | Juniorská kariéra celkově | Juniorská kariéra celkově | 18 | 8 | 7 | 15 | 2  |